# Guillaume II. de Croÿ

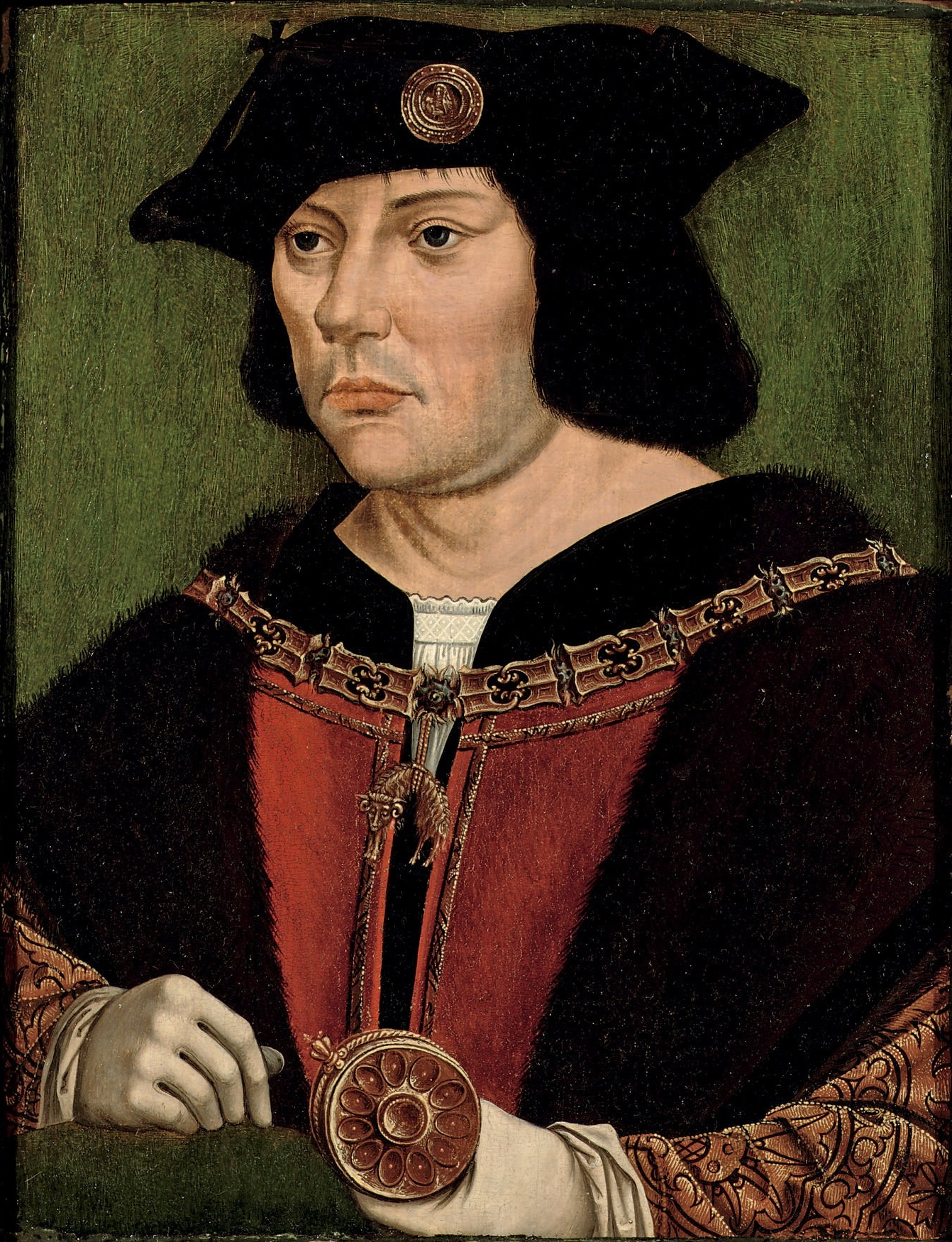
Guillaume de Croÿ (1458–1521)

Guillaume II. de Croÿ, Seigneur de Chièvres (* 1458 in Chièvres (Hennegau); † 28. Mai 1521 in Worms; niederländisch: Willem II. van Croy, Heer van Chièvres; spanisch: Guillermo II. de Croÿ, Señor de Chièvres (Xevres, Xebres)), war ein burgundisch-niederländischer Politiker, der seine Karriere als Berater des burgundischen Herzogs Philipp des Schönen begann. Er wirkte nach Philipps Tod als Erzieher von dessen Sohn, des späteren Kaisers Karl V., und zählte von 1515 bis 1521 zu den einflussreichsten Politikern in Westeuropa. 

## Herkunft und Familie
Guillaume II. de Croÿ entstammte dem alten französisch-burgundischen Adelsgeschlecht Croÿ. Er war der zweite Sohn von Philippe I. de Croÿ (1435–1511), Graf von Porcéan, und dessen Ehefrau Jacoba von Luxemburg. 
Philippe I. de Croÿ war seit 1457 Kammerherr des burgundischen Herzogs Philipp des Guten und amtierte von 1456 bis 1465 als Grand-Bailli von Hennegau. Sein Sohn Guillaume, dem er 1485 die Herrschaften Chièvres und Beaumont übertrug, heiratete noch im gleichen Jahr Maria-Magdalena von Hamal († 27. Oktober 1540), Tochter des Wilhelms von Hamal († 1497) sowie Witwe von Adolf van der Marck († vor 1485), eines Bruders von Robert I. de La Marck († 1489) und Wilhelm I. von der Mark (1446–1483). Die Ehe blieb kinderlos.
Guillaumes Brüder waren Henri und Antoine de Croÿ. Henri († 1514) war mit Charlotte de Chateaubriand († 1509) verheiratet, beide sind die Eltern von Philippe II. de Croÿ, 1. Herzog von Aarschot (1496–1549) und Guillaume III. de Croÿ (1498–1521), seit 1517 Erzbischof von Toledo. Antoine de Croÿ war von 1485 bis 1496 Erzbischof von Thérouanne und verstarb am 21. September 1496 in Zypern.

## Leben

### 1482 bis 1506
Philippe I. de Croÿ wurde nach dem Tod der Maria von Burgund (1457–1482) mit der Erziehung ihres Sohnes Philipp (1478–1506) betraut und konnte dadurch seinen politischen Einfluss erheblich stärken. Seinem Sohn Guillaume gelang es, die Freundschaft des minderjährigen Herzogs zu erlangen und diese zum raschen politischen Aufstieg zu nutzen. Beide Croÿs wechselten bald darauf zur profranzösischen Fraktion des burgundischen Adels um Philipp von Kleve-Ravenstein (1456–1528), den Statthalter von Flandern, und lenkten in dessen Sinn den jungen Herzog. 
Philipps Vater, der deutsche König Maximilian, war ursprünglich bereit, sich aus der burgundischen Politik zurückzuhalten. Jedoch führte die profranzösische Ausrichtung der im Namen Philipps betriebenen Politik bald zu schweren Konflikten mit Maximilian, der einerseits ein Abdriften der Niederlande aus dem Reichsverband befürchtete, andererseits ein Zuwiderlaufen der habsburgischen Interessen erkannte. Er ernannte deswegen 1486 einen vierzehnköpfigen Kronrat unter der Leitung des Grafen Engelbert II. von Nassau (1451–1504), um mit dessen Hilfe seine Interessen gegen den profranzösischen Adel durchzusetzen.
Dies führte von 1486 bis 1489 zum Aufstand des profranzösischen Adels unter Philipp von Kleve-Ravenstein, dem sich Guillaume de Croÿ, Seigneur de Chièvres, anschloss. Schließlich forderte 1488 der in Brüssel belagerte Maximilian zur Niederwerfung der Rebellion Reichstruppen unter dem Kommando des zum Statthalter in den Niederlanden ernannten Albrecht von Sachsen an. Chièvres, der sich während des Aufstandes als Wortführer der profranzösischen Adelsfraktion behauptet hatte, versöhnte sich nach der Beendigung des Aufstandes mit Maximilian, behielt jedoch seine Feindseligkeiten gegenüber dem Statthalter Albrecht von Sachsen bei. 
1491 wurde er Ritter des Ordens vom Goldenen Vlies. 1494 folgte seine Ernennung zum offiziellen Ratgeber des Herzogs Philipp von Burgund. Neben Frans van Busleiyden (1455–1502), seit 1490 Bischof von Brügge und seit 1498 Erzbischof von Besançon, prägte Guillaume de Croÿ, Seigneur de Chièvres, nun die Politik in den Niederlanden. Beide versuchten Handel und Gewerbe zu fördern und verfolgten konsequent eine Friedenspolitik. Chiévres erneuerte die Handelsbeziehungen zu England. Er bemühte sich außerdem, die zunehmenden Konflikte zwischen den Häusern Habsburg und Valois diplomatisch auszugleichen und verweilte deswegen häufig im Auftrag Maximilians als Gesandter in Frankreich. Des Weiteren amtierte Guillaume de Croÿ von 1497 bis 1503 als Grand-Bailli von Hennegau und seit 1503 als Statthalter von Namur. Er war außerdem Mitglied des Regentschaftsrates während des Aufenthaltes Herzogs Philipp in Kastilien (1501–1503).

### 1506 bis 1515
Maximilian I. ernannte nach dem Tod seines Sohnes Philipp († 1506) Chièvres zum Gouverneur seiner Enkelkinder Eleonore und Karl und beauftragte ihn 1509 mit Karls Erziehung und höfischer Ausbildung. Der burgundische Adlige, der seine Aufgabe mit folgenden Worten umschrieb: „Ich bin der Kurator seiner Jugend; ich will, dass, wenn ich sterbe, er in Freiheit bleibe; denn wenn er dann seine Geschäfte nicht versteht, wird er einen anderen Kurator brauchen“, weckte in seinem Schüler das Interesse für Politik und erzog ihn zu regelmäßiger Arbeit und Pflichterfüllung. Er betreute Karl rund um die Uhr, so dass dieser schnell Zutrauen zu dem klugen und auf Ausgleich mit Frankreich bedachten Politiker fasste. Aufgrund seines Einflusses auf den jungen Habsburger gelang es Guillaume de Croÿ, ein politisches Gegengewicht zu der anglophilen Partei um Karls Tante Margarete von Österreich zu schaffen und diese nach dem Vertrag von Cambrai (1517) mit Hilfe des Kaisers Maximilian politisch auszuschalten.

### 1515 bis 1521 – Politik in den Niederlanden und Spanien
Karl ernannte am 5. Januar 1515 – dem Tag, an dem er vorzeitig als Herzog von Burgund für mündig erklärt wurde – seinen Erzieher zum leitenden Minister. Am folgenden Tag nötigte er die bisherige Regentin Margarete von Österreich zur offiziellen Abdankung. Chièvres führte seitdem gemeinsam mit Adrian von Utrecht, dem späteren Papst Hadrian VI., und Jean de Sauvages († 1518) die politischen Geschäfte in den „niederen Landen“ von Burgund. Er beeinflusste 1516/17 Karl so, dass dieser lange zögerte, nach Spanien zu ziehen, um die Krone Aragóns als Erbe seines Großvaters Ferdinand anzunehmen. Chièvres betrieb eine Schaukelpolitik zwischen dem französischen König Franz I. und dem englischen König Heinrich VIII. Erst nachdem er beide durch vage Eheprojekte, England durch ein Handelsabkommen und Frankreich durch den Frieden von Noyon neutralisiert hatte, bestärkte er Karl, nach Spanien zu ziehen, um in den Ländern der Krone Aragóns und im Königreich Kastilien die Regierungsgewalt zu übernehmen. Chiévres Politik des Zauderns war allerdings sehr riskant, da die Stände in Aragón und Kastilien beabsichtigten, statt Karl seinen in Alcalá de Henares geborenen und in Spanien erzogenen Bruder Ferdinand zu krönen. 
Im September 1517 begleitete Chièvres seinen Herrn nach Spanien, wo es ihm gelang, ein Treffen zwischen Karl und dem Regenten Kardinal Cisneros († 1517) zu verhindern. Außerdem erreichte er, dass Karls Mutter, die kastilische Königin Johanna die Wahnsinnige, die Regierungsgewalt an ihren Sohn abtrat und das von Chièvres vorbereitete Dokument zur Regierungsübernahme Karls unterschrieb. 
Guillaume II. de Croÿ, Seigneur de Chièvres, galt in Spanien als das Haupt der flämischen Günstlinge Karls, der gemeinsam mit Pedro Ruiz Mota († 1522) den jungen König lenkte. Er war unter den spanischen Adligen besonders verhasst, da er in seiner Funktion als „Finanzminister“ zielstrebig die Ausplünderung des Landes zum eigenen Nutzen betrieb. Die am 31. Dezember 1517 erfolgte Ernennung von Chièvres neunzehnjährigen Neffen Guillaume III. zum Administrator des Erzbistums Toledo führte schließlich zum endgültigen Bruch. Das Unverständnis der flämischen Berater Karls gegenüber den spanischen Gegebenheiten und Traditionen vergiftete das Verhältnis zwischen Spaniern und Niederländern langfristig und nachhaltig. Karls Weigerung, die Rechte einiger kastilischer Städte wie Avila, Burgos, Segovia oder Valladolid anzuerkennen, folgte 1520/21 der Comuneros-Aufstand. 
Karl zeigte sich seinem ehemaligen Erzieher und väterlichen Freund trotz dessen verfehlter Politik in Spanien dankbar. Er erhob ihn 1516 zum Admiral des Königreiches Neapel, 1518 zum Herzog von Sora und Archi sowie zum Baron von Roccaguglielma. 1519 folgte die Ernennung Chièvres zum 1. Grafen von Beaumont, zum 1. Marquis von Aarschot und zum Herrn von Temse.

### 1519 bis 1521 – Kaiserwahl, Reichstag in Worms und Tod
Chièvres bestärkte 1519 seinen ehemaligen Zögling, Spanien zu verlassen, um in den Ländern des Reiches dessen Wahl zum Kaiser persönlich zu betreiben. Allerdings wurde die Kaiserkandidatur Karls von der profranzösischen Partei der niederländisch-burgundischen Hocharistokratie, als deren Exponent Chièvres bisher galt, mit Skepsis betrachtet. Ebenso regte sich gegen dieses Vorhaben in Spanien Widerstand, da man dort befürchtete, dass Kastilien und Aragón zu unbedeutenden Nebenländern eines Imperiums herabsänken. Chièvres diplomatische Bemühungen führten jedoch dazu, dass Karl mit finanzieller Unterstützung Jakob Fuggers  (5 Mio. Taler?) zum Kaiser des Heiligen Römischen Reiches gewählt wurde. 
Er konnte sich allerdings seines politischen Erfolgs nicht lange erfreuen. Selbst kinderlos, musste er 1521 während seiner Teilnahme am Reichstag zu Worms den Unfalltod seines Neffen Guillaume III. de Croÿ miterleben. Er nahm im April 1521 an der Anhörung Martin Luthers durch den Kaiser teil und riet diesem zur unnachgiebigen Härte gegenüber dem Wittenberger Mönch und dessen Ansichten. Wenige Tage nach Luthers Abzug aus Worms brach in der Stadt eine Pestepidemie aus, an deren Folgen Chièvres, vermutlich am 28. Mai 1521 verstarb. Da er zu den wichtigsten Initiatoren des am 25. Mai 1521 verkündeten Wormser Ediktes zählte, keimte bald der nicht bewiesene Verdacht auf, dass Chièvres von Luthers Anhängern vergiftet worden sei.

## Politisches Vermächtnis
Der plötzliche Tod des profranzösischen Seigneur de Chièvres leitete das eigenständige Agieren Karls V. auf der politischen Bühne ein. Der Kaiser verbrachte seitdem einen großen Teil seiner Zeit mit Staatsangelegenheiten und beaufsichtigte selbst die Verwaltungsapparate seiner Länder. Des Weiteren führte Chièvres Ableben zum politischen Aufstieg von Mercurino Gattinara († 1530), der als einflussreichster Ratgeber und Großkanzler Karls V. eine politische und ideologische Wende einzuleiten begann. Gattinara entwickelte die Staatstheorie des Neoghibellinismus, wonach dem Kaiser als Oberhaupt eines christlichen Imperiums die Weltherrschaft zukommen sollte und wonach dieser gleichzeitig verpflichtet sei, Protestanten, Muslime und „Heiden“ zum „wahren christlichen Glauben“ der katholischen Kirche zu bekehren. Dies bedeutete eine Abkehr von Chièvres Politik, dessen politisches Ziel im Wesentlichen die Sicherung der Niederlande durch Verständigung mit Frankreich und England gewesen war und der zur Durchsetzung seiner Politik bestrebt gewesen war, Kriege zu vermeiden. Gattinara gelang es auch, Karl aus seinem begrenzten burgundischen und spanischen Politikverständnis zu lösen und bei ihm eine imperiale Haltung zu entwickeln, die allerdings einen Dauerkonflikt mit Frankreich einschloss. Die 1526 erfolgte Vermählung von Karls Schwester Eleonore mit dem französischen König Franz I. brachte deshalb nur eine kurzzeitige Rückkehr zur Politik Chièvres.